# تئوفیلو کورکواس
تئوفیلو کُورکُواس (یونانی: Θεόφιλος Κουρκούας)(زادهٔ حدود ۹۲۰–۹۶۰) یک ژنرال برجسته امپراتوری بیزانس در قرن ۱۰ میلادی بود. او همچنین پدر بزرگ امپراتور بیزانس ژان یکم (حکمرانی ۹۶۹–۹۷۶) بود.

## زندگی‌نامه
تئوفیلو از خاندان کُورکُواس بود، یک خاندان با اصالت مردم ارمنی که از اوایل قرن دهم میلادی به عنوان یکی از خانواده‌های اصلی در میان اشراف نظامی آناتولی تثبیت شده بودند. پدر او احتمالاً رومانس نام داشت و ممکن است نوه جان کُورکُواس بزرگ باشد که در دهه ۸۷۰ علیه امپراتور باسیل یکم (حکمرانی ۸۶۷–۸۸۶) توطئه کرده بود. تئوفیلو احتمالاً همان فردی است که در منابع معاصر عربی و ارمنی به نام‌های «اش-شامیشاق» یا «چ‘مشی‌شیک» (ash-Shamīshāq یا Ch‘mšshik) اشاره شده است، که نشان می‌دهد او از قبل نام خانوادگی یا لقب تیمی‌سکِس را به همراه داشت، که به‌طور مشهور توسط نوه‌اش، ژان یکم تیمی‌سکِس (امپراتور ۹۶۹–۹۷۶)، استفاده می‌شد. گرچه منابع بیزانسی تأکید دارند که این لقب فقط به امپراتور بعدی داده شده است و از واژه ارمنی برای نوعی صندل قرمز کوچک که زنان در شرق می‌پوشیدند مشتق شده است، احتمالاً این لقب از رودخانه و شهر هم‌نام چیمیشگِزِک در بخش جنوبی منطقه مسکوپوتامیا که تئوفیلو احتمالاً در آنجا فعال بود، گرفته شده است، جایی که احتمالاً به عنوان استراتیگوس (فرمانده نظامی) محلی فعالیت می‌کرد.
تئوفیلو برادر کوچکتر ژنرال مشهور جان کُورکُواس بود که در حدود سال ۹۲۳ به‌عنوان دومستیکوس مدارس (یعنی فرمانده عالی‌رتبه ارتش‌های امپراتوری) توسط امپراتور رومانس لِکاپِناس (حکمرانی ۹۲۰–۹۴۴) منصوب شد و برای ۲۲ سال در این پست خدمت کرد. نام تئوفیلو اولین بار در سال ۹۲۳ ذکر می‌شود، زمانی که همراه با برادرش شورش استراتیگوس خالدیا، باردا بوئیلاس را سرکوب کرد. او پس از شکست شورشیان، به فرمانداری این استان استراتژیک تا حدود سال ۹۴۰ منصوب شد. از سال ۹۲۷ به بعد، زمانی که ژان کُورکُواس حمله‌های مداوم خود علیه امارات مرزی مسلمان همسایه را آغاز کرد، تئوفیلو به او کمک کرد، به‌ویژه در جبهه ارمنستان قرون وسطی و به‌عنوان دستیار و افسر ارشد برادرش شناخته شد. تاریخ تئوفانِس کانتینیاتوس از شجاعت و برجستگی او تمجید کرده و دستاوردهای او در مسکوپوتامیا را با دستاوردهای ژنرال ژوستینین یکم مقایسه کرده است.
بر اساس دی ادرمنستراندو ایمپریو، تئوفیلو از خالدیا به منطقه فاسیانه حملاتی انجام داد، که به قسمت‌های شرقی امارت قلقل یا تئودوسی‌پولیس (امروزه ارزروم) اشاره دارد. در زمانی نامعلوم، او امارت کوپروکوی را به دست آورد، که حکمران آن مجبور شد پسر خود را به عنوان گروگان به قسطنطنیه بفرستد.
تئودوسی‌پولیس در نهایت در سپتامبر ۹۴۹ پس از هفت ماه محاصره سقوط کرد. تئوفیلو به عنوان استراتیگوس استان جدید تئودوسی‌پولیس منصوب شد و حداقل تا سال ۹۵۲ در این سمت باقی ماند. سرنوشت او پس از آن به‌طور دقیق مشخص نیست، جز یک ذکر مختصر در تئوفانِس کانتینیاتوس که او مقام ماگیستروس و پست دومستیکوس مدارس را تحت حکومت نیکفوروس دوم فوکاس (حکمرانی ۹۶۳–۹۶۹) بر عهده داشت، که ممکن است یک انتصاب افتخاری باشد؛ اما طبق نظر لیسا آندریولو این یک اشتباه در تفسیر متن است که در واقع به ژان تیمی‌سکِس اشاره دارد.
پسر بدون نام تئوفیلو با خواهر نیکه‌فوروس فوکاس ازدواج کرد. این زوج احتمالاً چندین فرزند داشتند، اما تنها پسر شناخته شده آنها ژان تیمی‌سکِس است که در سال ۹۶۹ دایی خود را سرنگون و به قتل رساند و تا مرگ خود در سال ۹۷۶ به عنوان امپراتور ارشد حکمرانی کرد.